# Campionati europei di short track 2011
I Campionati europei di short track 2011 sono stati la 15ª edizione della competizione organizzata dall'International Skating Union. Si sono svolti dal 14 al 16 gennaio 2011 a Heerenveen, nei Paesi Bassi.

## Partecipanti per nazione
La lista dei partecipanti era composta da 131 atleti, di cui 77 uomini e 54 donne, provenienti da 22 nazioni differenti.
| Nazione (Donne/Uomini)                                                              | Nazione (Donne/Uomini)                                                       | Nazione (Donne/Uomini)                                                   | Nazione (Donne/Uomini)                                                    | Nazione (Donne/Uomini)           | Nazione (Donne/Uomini) |
| ----------------------------------------------------------------------------------- | ---------------------------------------------------------------------------- | ------------------------------------------------------------------------ | ------------------------------------------------------------------------- | -------------------------------- | ---------------------- |
| Belgio (2/5) Bosnia ed Erzegovina (0/2) Bulgaria (4/5) Germania (4/5) Francia (0/4) | Gran Bretagna (1/5) Israele (0/1) Italia (5/5) Lettonia (1/2) Lituania (1/0) | Paesi Bassi (5/5) Austria (1/2) Polonia (5/5) Romania (2/2) Russia (5/5) | Slovacchia (1/1) Spagna (2/2) Rep. Ceca (1/2) Turchia (2/4) Ucraina (2/5) | Ungheria (5/5) Bielorussia (5/5) |                        |

## Podi

### Donne
| Evento              | Oro                                                                             | Tempo    | Argento                                                            | Tempo    | Bronzo                                                               | Tempo    |
| 500 m               | Martina Valcepina                                                               |          | Patrycja Maliszewska                                               |          | Bernadett Heidum                                                     |          |
| 1000 m              | Arianna Fontana                                                                 |          | Bernadett Heidum                                                   |          | Marina Georgiewa-Nikołowa                                            |          |
| 1500 m              | Arianna Fontana                                                                 |          | Veronika Windisch                                                  |          | Erika Huszar                                                         |          |
| 3000 m              | Arianna Fontana                                                                 |          | Kateřina Novotná                                                   |          | Veronika Windisch                                                    |          |
| Staffetta 3000 m    | Paesi Bassi Jorien ter Mors Annita van Doorn Sanne van Kerkhof Yara van Kerkhof | 4:19,253 | Ungheria Szandra Lajtos Bernadett Heidum Erika Huszár Rózsa Darázs | 4:19,284 | Italia Arianna Fontana Elena Viviani Martina Valcepina Lucia Peretti | 4:20,473 |
| Classifica generale | Arianna Fontana                                                                 | 115 pt.  | Bernadett Heidum                                                   | 42 pt.   | Martina Valcepina                                                    | 39 pt.   |

### Uomini
| Evento              | Oro                                                                         | Tempo | Argento                                                                        | Tempo | Bronzo                                                              | Tempo |
| 500 m               | Jack Whelbourne Thibaut Fauconnet                                           |       | Haralds Silovs                                                                 |       | Sjinkie Knegt                                                       |       |
| 1000 m              | Haralds Silovs Thibaut Fauconnet                                            |       | Jack Whelbourne                                                                |       | Ruslan Zacharov                                                     |       |
| 1500 m              | Sjinkie Knegt Thibaut Fauconnet                                             |       | Ruslan Zacharov                                                                |       | Haralds Silovs                                                      |       |
| 3000 m              | Ruslan Zacharov Thibaut Fauconnet                                           |       | Sjinkie Knegt                                                                  |       | Haralds Silovs                                                      |       |
| Staffetta 5000 m    | Paesi Bassi Daan Breeuwsma Niels Kerstholt Sjinkie Knegt Freek van der Wart |       | Russia Vladimir Grigor'ev Semën Elistratov Jevgeni Kozoelin Sergej Prankevitsj |       | Gran Bretagna Anthony Douglas Jon Eley Paul Stanley Jack Whelbourne |       |
| Classifica generale | Haralds Silovs Thibaut Fauconnet                                            |       | Sjinkie Knegt                                                                  |       | Ruslan Zacharov                                                     |       |

## Medagliere
| Pos.   | Paese         | Oro | Argento | Bronzo | Totale |
| ------ | ------------- | --- | ------- | ------ | ------ |
| 1      | Italia        | 5   | 0       | 2      | 7      |
| 2      | Paesi Bassi   | 3   | 2       | 1      | 6      |
| 3      | Lettonia      | 2   | 1       | 2      | 5      |
| 4      | Russia        | 1   | 2       | 2      | 5      |
| 5      | Gran Bretagna | 1   | 1       | 1      | 3      |
| 6      | Ungheria      | 0   | 3       | 2      | 5      |
| 7      | Austria       | 0   | 1       | 1      | 2      |
| 7      | Rep. Ceca     | 0   | 1       | 1      | 2      |
| 9      | Polonia       | 0   | 0       | 1      | 1      |
| Totale | Totale        | 12  | 12      | 12     | 36     |